# Палуба
Па́луба — горизонтальное перекрытие из настила и набора (бимсов, карлингсов и прочего) в корпусе (надстройках) корабля (судна), опирающееся на борта, переборки, пиллерсы (при их наличии). Палуба разделяет внутреннее пространство корпуса корабля на помещения по вертикали.
Пространство между двумя палубами называется «твиндеком».
Также слово «палуба» (и некоторые другие морские термины) применяется к тяжёлым воздушным судам со взлётной массой более 43 тонн и двухэтажным сухопутным транспортным средствам: автобусам, железнодорожным вагонам.
Происхождение русского слова «палуба» произошло от луба, которым, по-видимому, выстилали палубы ладей.

## Виды палуб
По расположению
- Верхняя палуба — самая верхняя непрерывная по всей длине корабля (судна). Служит водонепроницаемым перекрытием, является одним из главных элементов прочных связей корпуса, обеспечивает общую прочность и поперечную жесткость судна. На верхней палубе размещаются надстройки, палубные механизмы, вооружение и так далее.
- Средняя или главная палуба — палуба корабля, расположенная непосредственно ниже верхней палубы. К этому термину может быть добавлено название, характеризующее назначение палубы, например жилая палуба, батарейная палуба и так далее. Палубы ниже верхней также могут именоваться по номерам — первая палуба, вторая палуба и так далее.
- Нижняя палуба — расположенная под средней палубой. Может быть несколько. Различаются по назначению — например, грузовая нижняя палуба и так далее. Служат для размещения пассажиров, грузов, оборудования.
- Навесная палуба — идёт выше верхней палубы от носа на большей части длины судна, но не доходит до кормы; иногда может называться палубой удлинённого или продлённого полубака; название происходит от имевшегося на старинных кораблях настоящего тканевого навеса, закрывающего верхнюю палубу в непогоду.
- Палубы надстроек — палубы, ограничивающие сверху надстройки в целом и каждый её ярус. При наличии нескольких ярусов надстройки палубы могут называться: палуба 1-го яруса, палуба 2-го яруса и так далее снизу вверх. Предназначены для размещения жилых и служебных помещений.
- Палубы рубок — палубы, накрывающие рубки.
- Спардек — палуба, простирающаяся в средней части судна и не доходящая ни до носа, ни до кормы; как правило, служит для размещения шлюпок, мостиков и тому подобного оснащения.
- Шельтерде́к — лёгкая навесная палуба, на военных кораблях — палуба зенитных орудий.

По назначению
- Ангарная палуба, на палубах авианесущих кораблей размещаются ангары летательных аппаратов (ЛА). Расположена под полётной и галерейной (при её наличии) палубами, является непрерывной на большей части корабля. Оборудована средствами для крепления и транспортировки ЛА, лифтами для их подъёма и спуска с полётной палубы, средствами технического обслуживания ЛА.
- Батарейная палуба[4] — закрытая палуба, служащая для размещения артиллерии.
- Галерейная палуба, палуба авианосца, расположенная между ангарной и полётной палубами. На авианосцах, построенных до 2 мировой войны, представляла собой специальные галереи (межпалубные мостики), с которых осуществлялось обслуживание запасных самолётов и авиационного оборудования.
- Жилая палуба, на ней расположены жилые помещения экипажа (команды).
- Коммунальная палуба (историческое), палуба крупных кораблей (обычно средняя) на которой размещались обширные проходные помещения, предназначенные для проведения собраний, митингов личного состава и тому подобных мероприятий.
- Палуба безопасности, нижняя палуба башен плавдока, водонепроницаемая по всей длине и ограничивающая наименьшее значение запаса плавучести дока.
- Палуба переборок (непотопляемости), верхняя палуба, по которой доводится по всей ширине корабля (судна) поперечные водонепроницаемые переборки, делящие корпус на отсеки с целью обеспечить непотопляемость. Палуба переборок должна быть прочной и непроницаемой во всех условиях эксплуатации, в том числе аварийных случаях, оборудована водонепроницаемыми закрытиями и уплотнениями всех отверстий — люков, горловин, проходов трубопроводов, электрокабелей и тому подобного оборудования.
- Полётная палуба, один из основных элементов авианесущего корабля, предназначена для подготовки к вылету, взлёта и посадки ЛА. Делится на взлётный, посадочный и парковый (техническую позицию) участки. В некоторых случаях они совмещаются. Взлётный участок может оснащаться катапультами, газоотражателями, трамплином, а посадочный — тормозными тросами аэрофинишера, аварийным барьером. Парковый участок служит для подготовки ЛА к вылету, их заправки, подвески боеприпасов, а также выполнения других тому подобных действий. Здесь размещаются также самолётоподъёмники, лифты для подачи боеприпасов, посты обеспечения ЛА электроэнергией, жидкостями и газами. Часть палубы корабля, оборудованная комплексами средств, обеспечивающих вертикальный взлёт и посадку ЛА, называется также взлётно-посадочной площадкой корабля.
- Шлюпочная палуба — открытая палуба пассажирских судов, на которой расположены судовые спасательные шлюпки и устройства для их спуска и подъёма (шлюпбалки). В зависимости от размеров и назначения судна шплюпочная палуба может быть верхней палубой или палубой надстройки.
- На пассажирских судах также существует прогулочная палуба.

По конструктивному типу:
- Броневая палуба[5], палубное перекрытие с настилом из броневой стали или броневых плит. Служит для защиты жизненно важных частей корабля от ракет, авиабомб и снарядов. На кораблях, имеющих броневую защиту, броневой делается верхняя и средняя (главная) палубы на уровне нижней кромки борта броневого пояса.
- Карапасная палуба[6], 1) покатая броневая палуба, продолжение горизонтальной броневой палубы к форштевню и ахтерштевню за пределами броневой цитадели. Применялась на крупных надводных кораблях постройки конца XIX — начала XX века для защиты помещений в оконечностях корабля от артиллерийских снарядов; 2) покатая верхняя палуба, предназначенная для улучшений условий перекатывания волн через палубу, уменьшения силы их ударов в борт. Этот тип палубы широкого распространения не получил, в основном применялся на миноносцах старой постройки и некоторых грузовых кораблях для американских Великих озёр.

В зависимости от числа палуб суда разделяются на одно-, двух- и многопалубные.

## Соответствие палуб
Во многих флотах палубы имеют несколько различное название. Ниже приведено соответствие названий палуб в период первой и второй мировой войн для некоторых флотов. Палубы даны сверху вниз.
| Германия                 | США          | Великобритания | Россия / Союз ССР |
| ------------------------ | ------------ | -------------- | ----------------- |
| —                        | 06 Level     | Upper Bridge   |                   |
| Admiralbrücke            | 05 Level     | Lower Bridge   |                   |
| Oberes Mastdeck          | 04 Level     | Signal Deck    |                   |
| Unteres Mastdeck         | 03 Level     | No. 2 Platform |                   |
| Unteres Brückendeck      | 02 Level     | Boat Deck      |                   |
| Aufbaudeck               | 01 Level     | Shelter Deck   |                   |
| Oberdeck                 | Main Deck    | Upper Deck     | Полубак           |
| Batteriedeck             | Second Deck  | Main Deck      | Верхняя палуба    |
| Zwischendeck             | Third Deck   | Middle Deck    | Средняя палуба    |
| Panzerdeck               | Fourth Deck  | Lower Deck     | Нижняя палуба     |
| Oberes Plattformdeck     | 1st Platform | Upper Platform | Кубрик            |
| Mittleres, Plattformdeck | 2nd Platform | Lower Platform |                   |
| Unteres Plattformdeck    | 3rd Platform | —              | Платформа         |
| Stauung                  | Tank Top     | Tank Top       | Дека              |

## Седловатость палубы
Под седловатостью палубы подразумевается её подъём от середины корпуса (миделя) к носу и (или) корме. Седловатость предусматривается при проектировании корабля для повышения его мореходных качеств. Выражается в линейной мере (метрах, футах), реже в процентах.

## Покрытие палубы и уход за ней
Исторически палуба, как правило, имела деревянный дощатый настил. Никакого покрытия краской или лаком на досках настила не было. Палубу постоянно драили, то есть, абразивом (куском песчаника) насухо соскабливали верхний слой древесины, и скатывали, то есть заливали забортной водой и протирали швабрами. После нескольких лет активной службы настил подлежал замене. Скатывание палубы из шлангов под напором как часть ежедневной приборки судна продолжается и в современности.
В конце XIX века на облегчённых корпусах миноносцев и лёгких крейсеров стали появляться палубы со стальным настилом, поверх которого настилали линолеум или кортицин (искусственный материал на основе пробки), однако покрытие было всё же недостаточно стойким, кроме того, железная палуба даже под слоем линолеума раскалялась на солнце в тёплых широтах и при этом создавала экипажу некомфортные условия в холодных. В то же время палубы, в том числе верхнюю, из-за недостатка места и плохой вентиляции в жилых помещениях регулярно использовали для отдыха личного состава. Крупные корабли, как и суда гражданского флота, сохраняли деревянный настил палуб.
В настоящее время палуба, как правило, имеет стальной настил, иногда поверх него укладываются легкосъёмные резиновые покрытия с перфорацией для стока воды.